# Xã Polo, Quận Carroll, Arkansas
Xã Polo (tiếng Anh: Polo Township) là một xã thuộc quận Carroll, tiểu bang Arkansas, Hoa Kỳ. Năm 2010, dân số của xã này là 1.224 người.